# Benissa
Benissa (em valenciano e oficialmente) ou Benisa (em castelhano) é um município da Espanha na província de Alicante, Comunidade Valenciana. Tem 69,71 km² de área e em 2021 tinha 11 462 habitantes (densidade: 164,4 hab./km²).

## Demografia
| Variação demográfica do município entre 1991 e 2004 | Variação demográfica do município entre 1991 e 2004 | Variação demográfica do município entre 1991 e 2004 | Variação demográfica do município entre 1991 e 2004 |
| --------------------------------------------------- | --------------------------------------------------- | --------------------------------------------------- | --------------------------------------------------- |
| 1991                                                | 1996                                                | 2001                                                | 2004                                                |
| 8045                                                | 9154                                                | 9821                                                | 11405                                               |